# Mont Baïgura
Pour les articles homonymes, voir Baigura.
Le Baïgura [ba.iɡuʁa], mont Baygoura ou Baighoura (897 m) est un mont du Pays basque français. Des émetteurs hertziens sont implantés à son sommet.

## Toponymie
Son nom Baigura peut s'interpréter comme ibai gura signifiant « bout de la vallée (rivière) » en basque.
Il possède un homonyme : le Baigura (1 477 m) sur la rive gauche de l'Irati, en Navarre (Espagne).

## Géographie

### Topographie

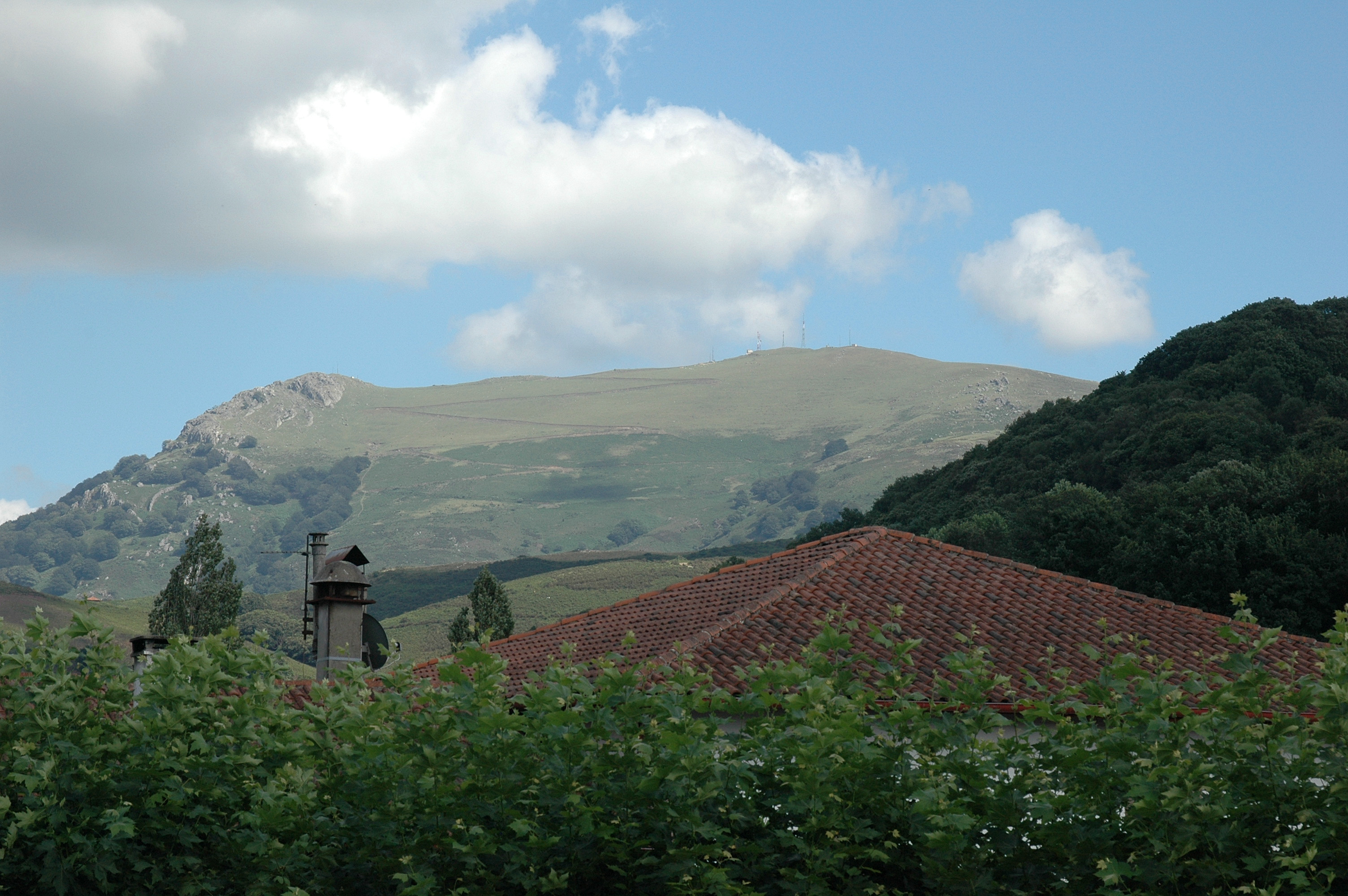
Louhossoa, vue sur le mont Baïgura.

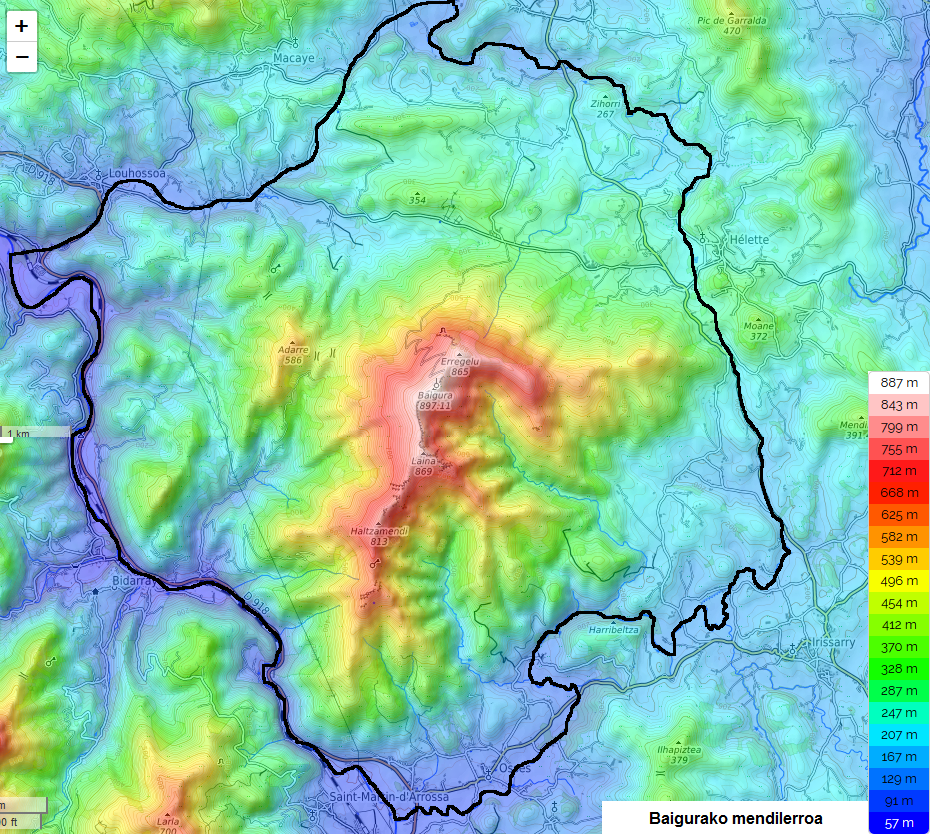
Le mont est situé au centre du massif de Baïgura.

Le Baïgura est le sommet principal d'un petit massif isolé du Pays basque intérieur, entre les provinces du Labourd et de Basse-Navarre. C'est le point culminant au nord des bassins de la Nive et de la Bidouze.
À ses côtés, au sud, se trouve l'Haltzamendi (818 m).

## Voies d'accès
On peut accéder à son sommet par un chemin pédestre depuis Heraitze à Hélette ou depuis la base de loisir. L'Haltzamendi, lui, est accessible depuis Bidarray.
La base de loisir du Baïgura (du SIVU Bai Gurea) organise la pratique du parapente sur le versant nord du mont. Elle offre également aux vacanciers la possibilité de pratiquer de la randonnée en montagne ainsi que de descendre le mont en trottinette tout terrain. Elle est située sur un petit col (298 m) entre Hélette et Louhossoa (commune de Mendionde).